# Ulises de la Cruz
Ulises Hernán de la Cruz Bernardo (* 8. Februar 1974 in Piquiucho) ist ein ehemaliger ecuadorianischer Fußballspieler.

## Karriere

### Verein
Ulises de la Cruz wurde in Piquiucho, einem kleinen Dorf im Chota-Tal, das politisch zum Kanton Bolívar der Provinz Carchi gehört, geboren. Er besuchte zunächst eine Fußballschule in der armen Gegend seiner von Afro-Ecuadorianern bewohnten Heimat. Er spielte für Ecuadors Jugendnationalmannschaften und gab 1991 sein Debüt in der ecuadorianischen Meisterschaft für Deportivo Quito. 1995 wechselte er zum Barcelona SC Guayaquil nach Guayaquil, dem bedeutendsten Verein seines Heimatlandes. Hier konnte er sich aber nicht dauerhaft durchsetzen und wurde zurück 1996 an SD Aucas nach Quito ausgeliehen. Seine guten Leistungen dort sorgten für seinen Wechsel zum anderen Topclub Ecuadors, LDU Quito, mit der er 1998 und 1999 die ecuadorianische Meisterschaft gewann. 2000 war er kurz an Cruzeiro Belo Horizonte in Brasilien ausgeliehen. 2001 wechselte er nach Europa zu Hibernian Edinburgh nach Schottland. Nach einem Jahr wechselte er zu Aston Villa in die englische Premier League. Zur Saison 2006/07 wurde er dort ausgemustert und wechselte zum damaligen Aufsteiger FC Reading. Dort wurde sein Vertrag im Mai 2007 um ein Jahr verlängert, obwohl de la Cruz kein Stammspieler war. Nach der Saison 2007/08, in der Reading aus der Premier League abstieg und de la Cruz sechs Ligaspiele absolvierte, lief der Vertrag aus. Ein Wechsel zum FC Watford scheiterte und de la Cruz war zunächst vereinslos. Im März 2009 unterzeichnete er einen Ein-Monatsvertrag bei Birmingham City. In dieser kurzen Periode bestritt er ein Ligaspiel als Einwechselspieler. Er lehnte eine Vertragsverlängerung bis zum Saisonende ab. Stattdessen unterschrieb er Ende April 2009 bei Liga de Quito in seinem Heimatland einen Zwei-Jahres-Vertrag ab der Rückrunde der Saison 2009, die im Juli begann. Mit dem Klub gewann er die Copa Sudamericana 2009. Während der Abwehrspieler beim 5:1-Erfolg im Hinspiel gegen Fluminense Rio de Janeiro das 5:1 erzielte, flog er bei der 0:3-Niederlage im Rückspiel in der 18. Spielminute vom Platz. Durch den hohen Hinspielerfolg gewann LDU Quito den Pokal.

### Nationalmannschaft
De la Cruz spielte bisher 98 Mal in der ecuadorianischen Nationalmannschaft und erzielte dabei fünf Tore (Stand: Juni 2008). Er nahm an der Weltmeisterschaft 2002 teil und kam dabei bei allen drei Gruppenspielen zum Einsatz. Bei der Fußball-Weltmeisterschaft 2006 in Deutschland erreichte er mit seiner Mannschaft das Achtelfinale und wurde in allen vier Parteien Ecuadors eingesetzt. Außerdem war er bei den Turnieren um die Copa América 1997, 1999, 2001, 2004 und 2007 im Kader Ecuadors.
Er unterhält eine Stiftung, die Projekte besonders für Kinder ihrer Heimatgemeinden finanziert. Unter anderem unterhält sie in de la Cruz’ Heimatdorf einen medizinischen Posten mit Ärzten und Zahnärzten.

## Statistik
- Teilnahme an der Fußball-Weltmeisterschaft 2002 (3 Einsätze/1 Gelbe Karte)
- Teilnahme an der Fußball-Weltmeisterschaft 2006 (4 Einsätze)
- Teilnahme an den Turnieren um die Copa America 1997, 1999, 2001, 2004, 2007.

## Titel
LDU Quito
- Ecuadorianischer Meister 1998, 1999
- Copa Sudamericana: 2009
- Recopa Sudamericana: 2009, 2010